# Aire d'attraction de Castets
L'aire d'attraction de Castets est un zonage d'étude défini par l'Insee pour caractériser l’influence de la commune de Castets sur les communes environnantes.

## Définition
L'aire d'attraction d'une ville est composée d’un pôle, défini à partir de critères de population et d’emploi ainsi que d’une couronne constituée des communes dont au moins 15 % des actifs travaillent dans le pôle. Le pôle d’attraction constitue ainsi un point de convergence des déplacements domicile-travail,.

## Type et composition
L’aire d'attraction de Castets est une aire intra-départementale qui comporte 2 communes dans les Landes.
Elle est catégorisée dans les aires de moins de 50 000 habitants, une catégorie qui regroupe 16,5 % de la population de Nouvelle-Aquitaine et 12,2 % au niveau national.

### Carte

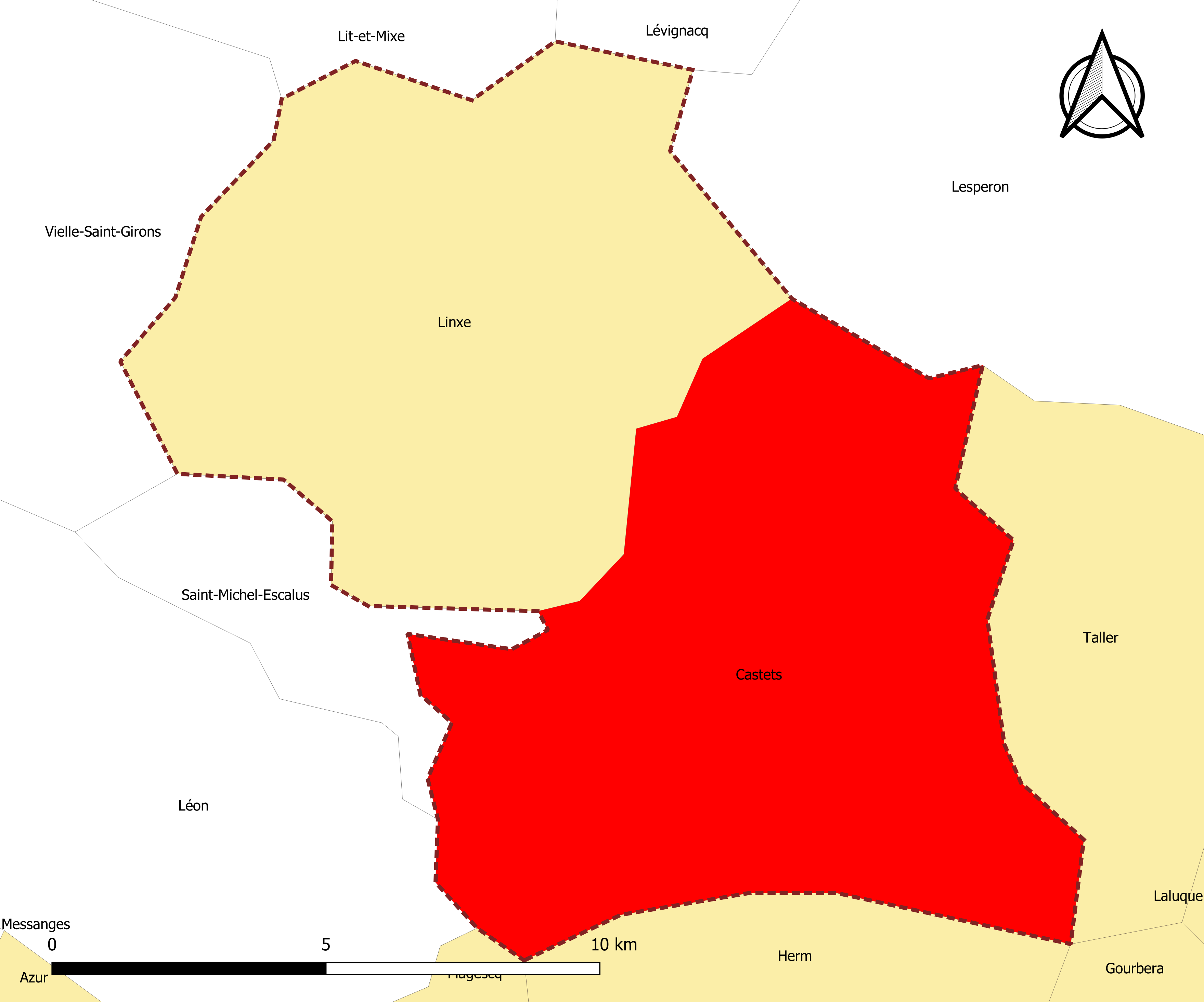
Carte de l'aire d'attraction de Castets.
Commune-centre
Commune de la couronne

### Composition communale
| Nom                      | Code Insee | Département | Statut                 | Superficie (km2) | Population (dernière pop. légale) | Densité (hab./km2) | Modifier                                    |
| ------------------------ | ---------- | ----------- | ---------------------- | ---------------- | --------------------------------- | ------------------ | ------------------------------------------- |
| Castets (commune-centre) | 40075      | Landes      | commune-centre         | 90,18            | 2 510 (2022)                      | 28                 | modifier les données · modifier les données |
| Linxe                    | 40155      | Landes      | commune de la couronne | 80,93            | 1 550 (2022)                      | 19                 | modifier les données · modifier les données |